# David Wilkie Wynfield
David Wilkie Wynfield (1837-1887) fue un pintor, escultor y fotógrafo británico.
Wynfield era un pariente lejano del artista escocés David Wilkie, del que recibió su nombre. Nacido en la India, en principio su familia esperaba que se ordenara sacerdote, pero David decidió convertir el arte en su profesión. Estudió en la escuela de arte Leigh´s en la década de 1850 y su primera obra fue aceptada para la exhibición veraniega de 1859 de la Royal Academy de Londres.
Wynfield se asoció con un grupo de otros artistas que serían conocidos como el St. John's Wood Clique. Su obra normalmente consistió en representaciones de anécdotas históricas narrativas. Pintó muchas de sus obras en escenarios medievales o renacentistas de Europa, concentrándose en conflictos románticos de la literatura.
En la década de 1860 Wynfield comenzó a interesarse en la fotografía. Desarrolló una técnica fotográfica para retratos que enseñó a Julia Margaret Cameron, que posteriormente reconocería la influencia de su mentor: "mi más profundo respeto hacia sus hermosas fotografías y a él reconozco toda mi carrera y mi éxito consecuente."
En sus fotografías Wynfield retrató a miembros del St. John's Wood Clique y a sus amigos disfrazados. La combinación de luz suave, proximidad, formato de impresión y trajes histórico se combinaron para crear un estilo fotográfico completamente original en la época. Wynfield trataba de imitar los efectos pictóricos de los pintores clásicos como Tiziano utilizando la fotografía. Una selección de sus fotografías fue publicada en 1864 en un libro titulado: The Studio: A Collection of Photographic Portraits of Living Artists, Taken in the Style of Old Masters, by an Amateur. (El estudio: Una colección de retratos fotográficos de artistas vivos al estilo de los viejos maestros, por un aficionado).
- Wikimedia Commons alberga una categoría multimedia sobre David Wilkie Wynfield.

## Galería

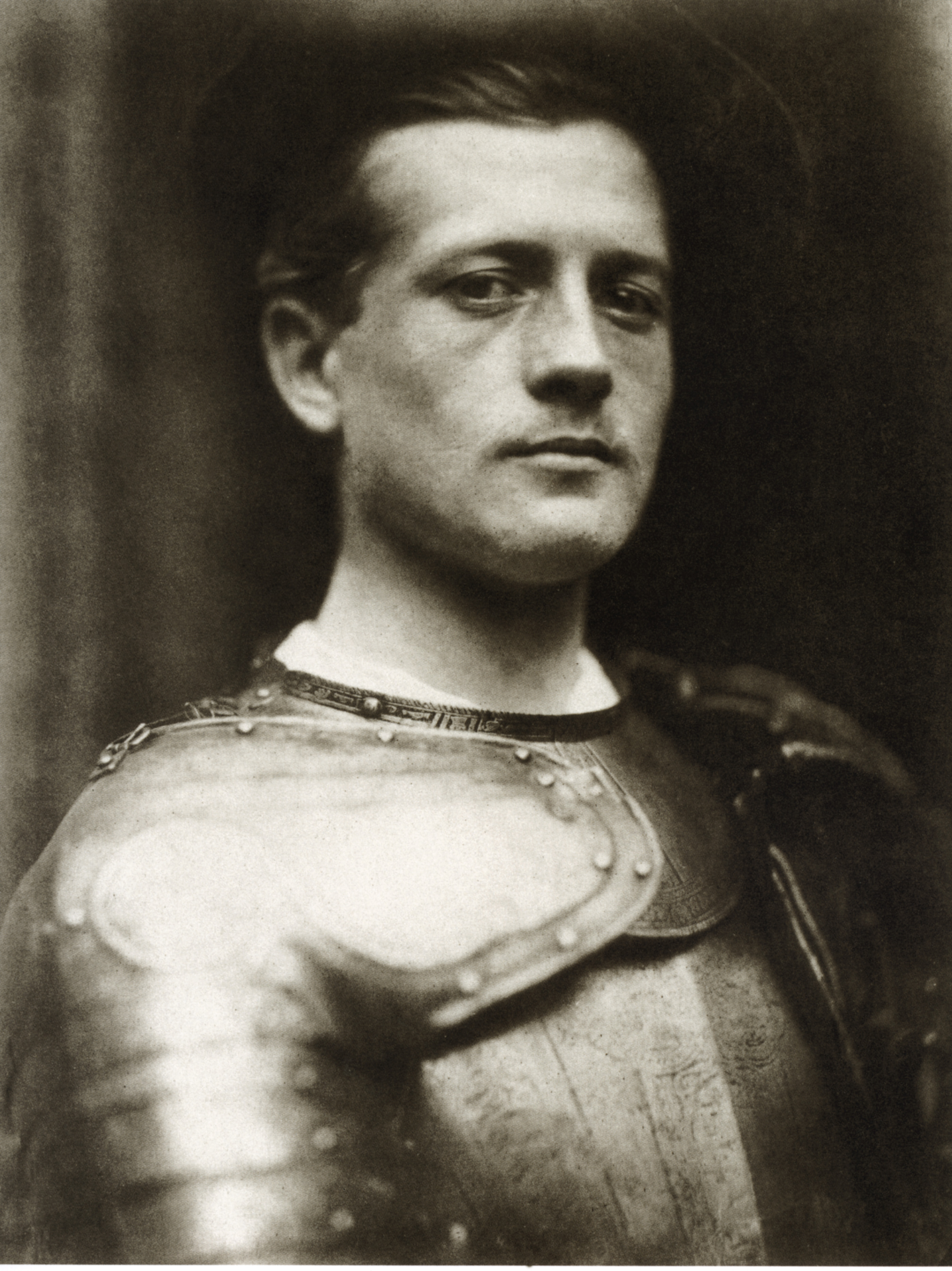
Retrato de un hombre desconocido en armadura.
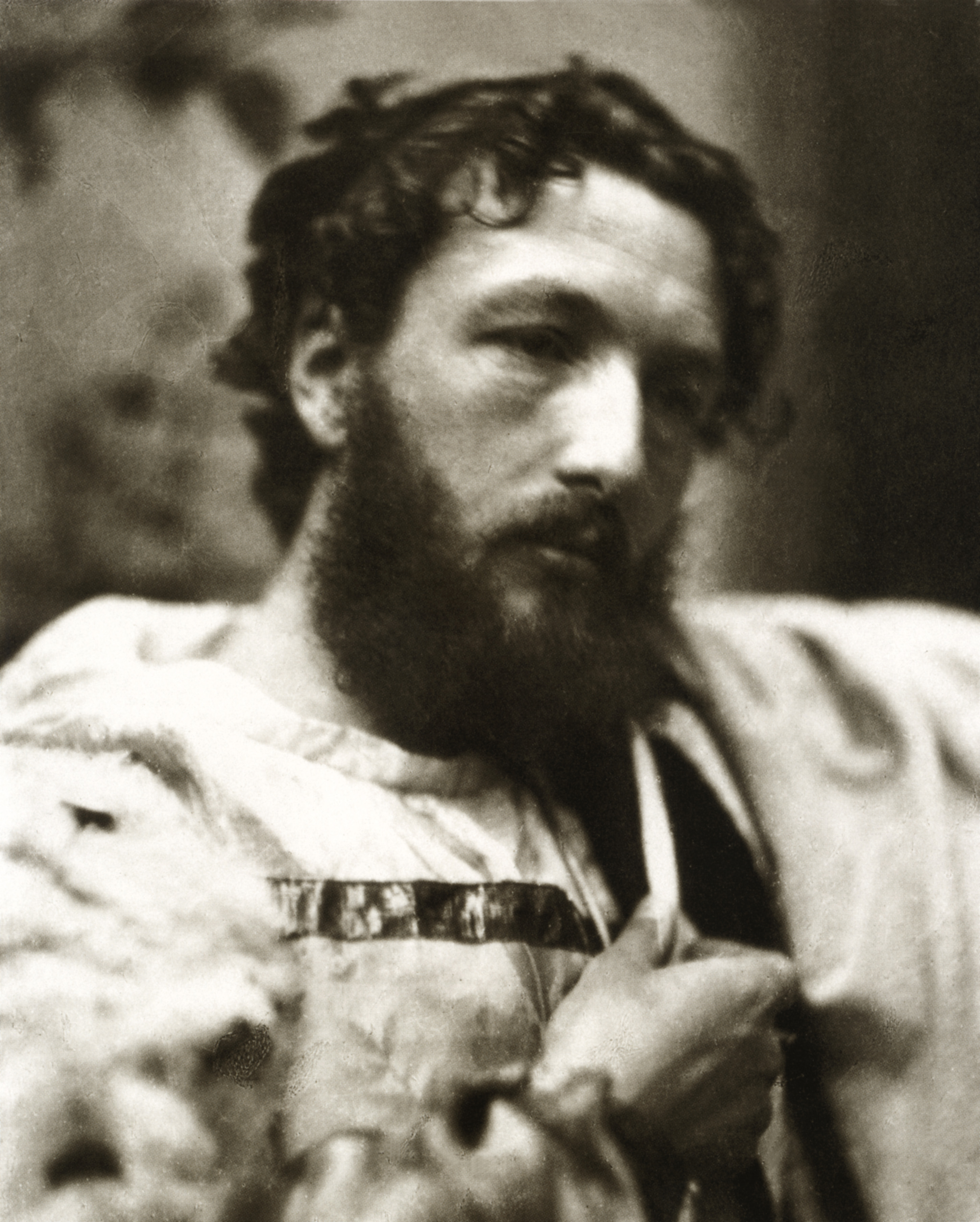
Retrato del pintor Frederic Leighton en traje renacentista.
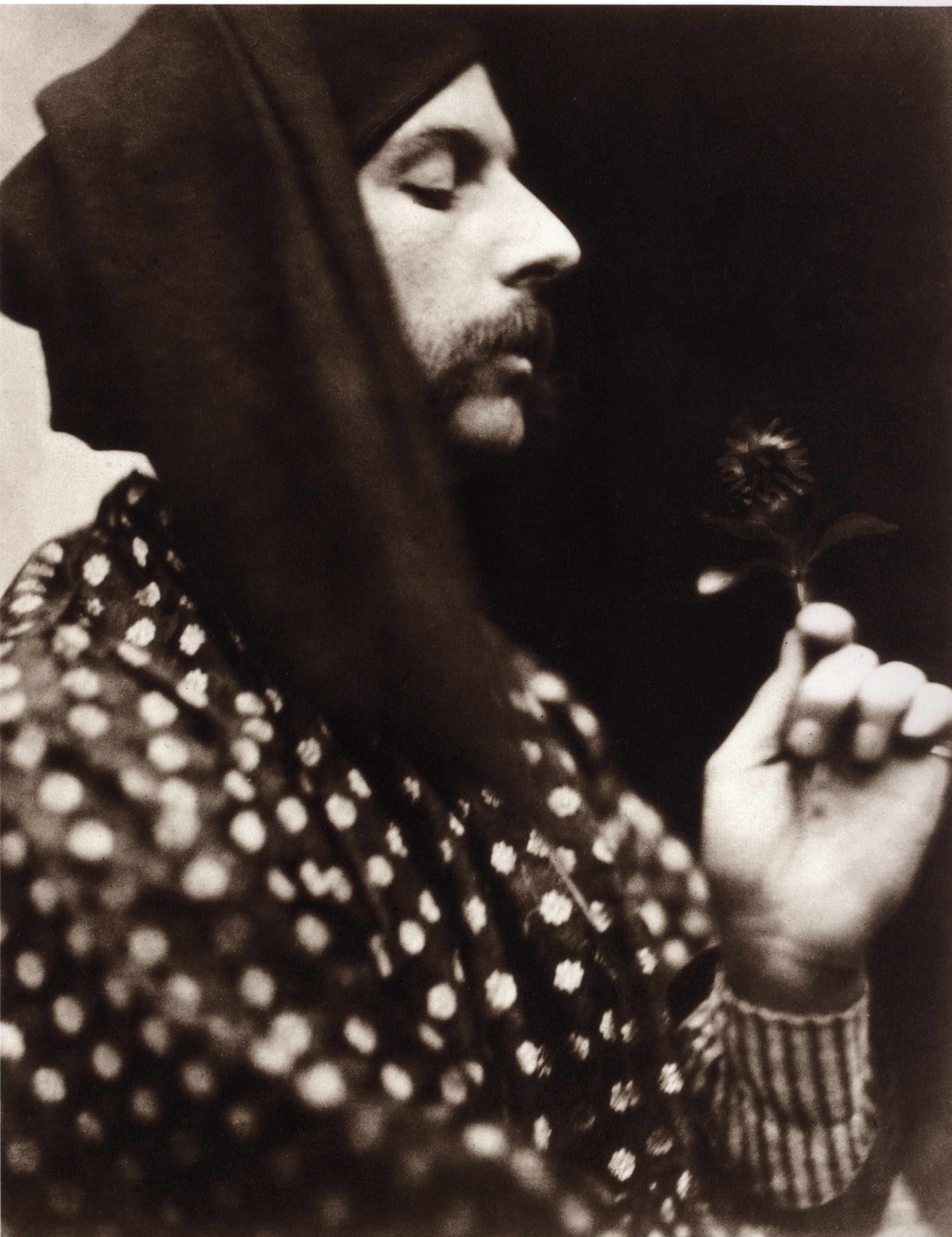
Retrato de William Swinden Barber en traje medieval.
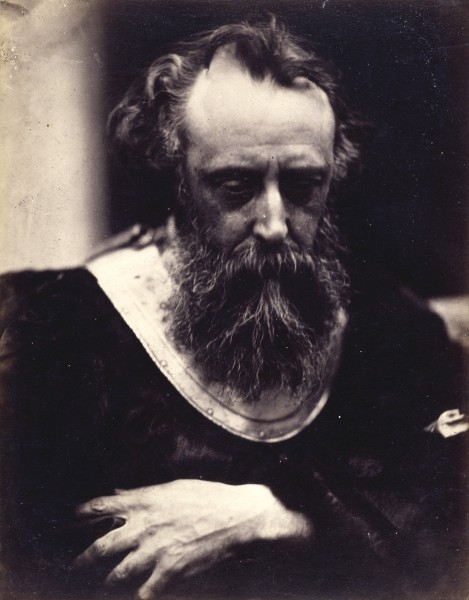
Retrato del pintor George Frederic Watts.
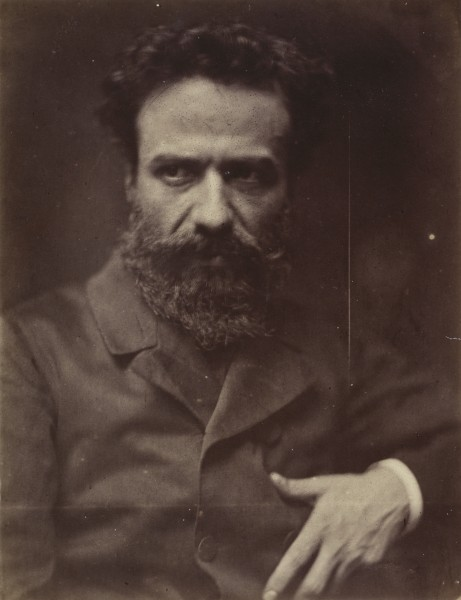
Retrato de Alphonse Legros.
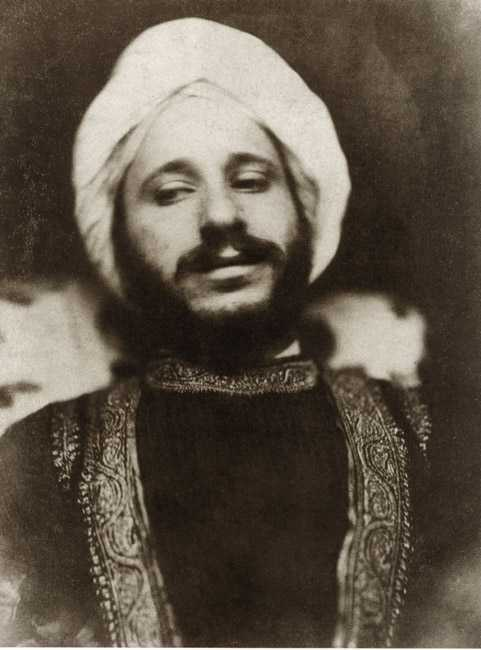
Retrato del pintor Simeon Solomon en traje oriental.